# Émetteur très basse fréquence de Vileyka
L'émetteur très basse fréquence de Vileyka est le site du 43e centre de communication de la marine russe, situé à l'ouest de la ville de Vileïka en Biélorussie. Construit dans les années 1960 pour la marine soviétique, le site est une installation importante pour la transmission d'ordres aux sous-marins dans la gamme de la très basse fréquence. Il est également utilisé pour transmettre le signal horaire RJH69 à certains moments.
Comme l’ancien émetteur Goliath de la Kriegsmarine pendant la Seconde Guerre mondiale dont les installations devenues une prise de guerre ont été utilisées à l'origine pour ce site, l’antenne de l’émetteur se compose de trois systèmes d’antenne avec un mât central isolé du sol, à partir duquel les fils de l’antenne sont reliés à six sont fixés à six mats avec des isolateurs. 

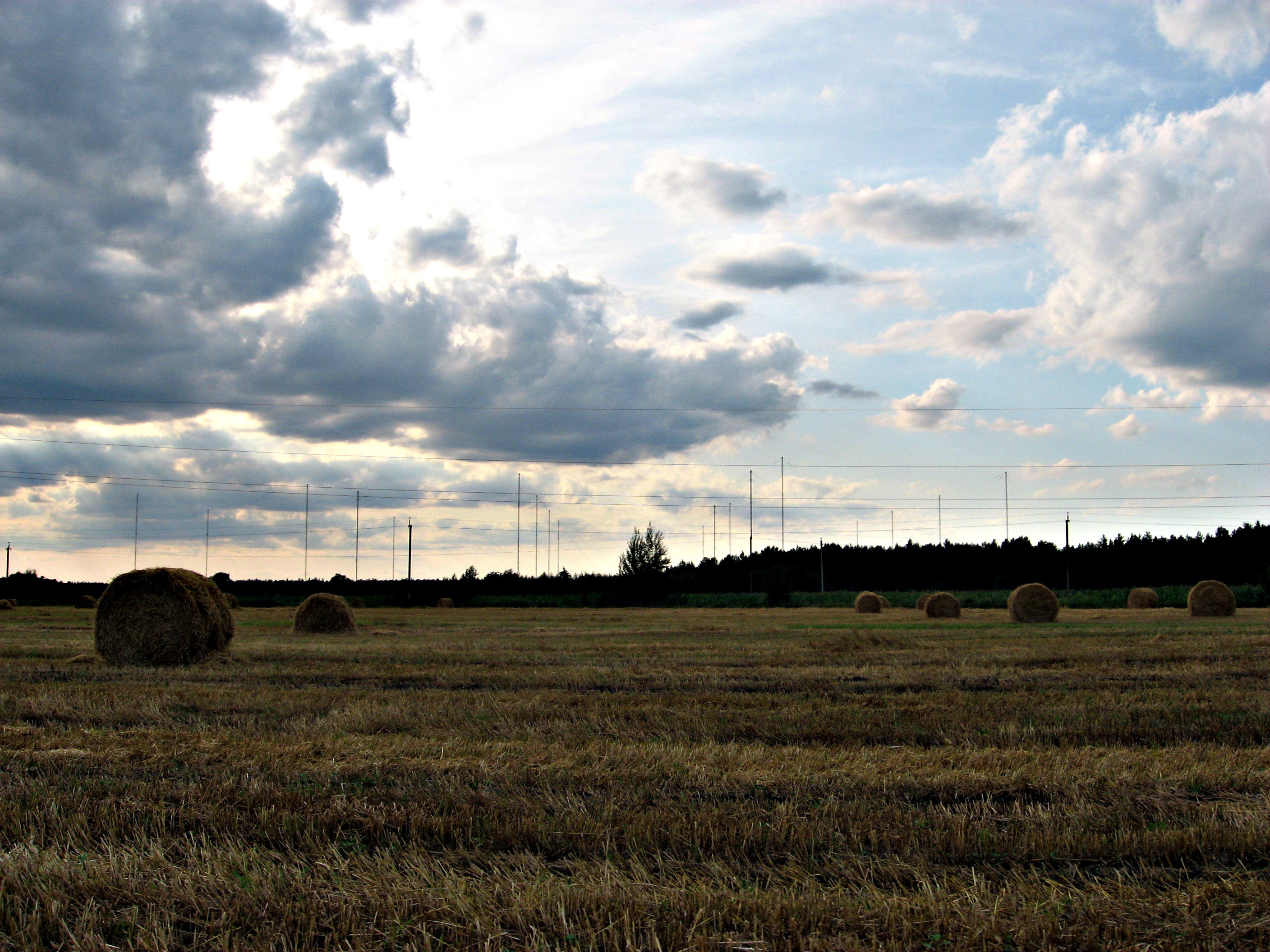
Les antennes du site en 2009.

Comme dans l'ancien émetteur Goliath, trois mâts centraux sont dotés de deux systèmes d'antenne. Il y a donc 15 mâts en anneau sur le site. 
Les 15 mâts en anneau mesurent 270 mètres et les trois mâts centraux de l’émetteur mesurent 305 mètres. 